# Американський пиріг представляє: Правила для дівчат
«Американський пиріг представляє: Правила для дівчат» (англ. American Pie Presents: Girls' Rules) — молодіжна кінокомедія 2020 року, входить до серії фільмів «Американський пиріг» і багато в чому нагадує перший фільм «Американський пиріг», але зі зміною статі головних героїв.

## Сюжет
Чотири випускниці школи Енні, Кайла, Мішель і Стефані уклали угоду, щоб за п'ять неділь до випускного вечора отримати те, чого вони найбільше хочуть для себе під час останнього року навчання в середній школі. Тим часом, у школі з’являється новий учень Грант, який починає відігравати важливу роль у житті кожної з чотирьох дівчат. Зрозумівши, що Грант любить Енні, дівчата розривають угоду.

## В ролях
| Актор                | Роль                |
| -------------------- | ------------------- |
| Медісон Петтіс       | Енні                |
| Лізз Бродвей         | Стефані Стіфлер     |
| Пайпер Курда         | Кайла               |
| Наташа Бехнам        | Мішель              |
| Даррен Барнет        | Грант               |
| Захарі Гордон        | Джордан Ван Драанен |
| Зейн Еморі           | Джейсон             |
| Сара Рю              | директор Елен Фішер |
| Ед Квінн             | Кевін               |
| Крістіан Вальдеррама | Олівер              |

## Критика
Фільм отримав переважно негативні відгуки. Rotten Tomatoes дав оцінку 33 % на основі 9 відгуків від критиків і 14 % від більш ніж 100 глядачів.